# Hieraaetus
Hieraaetus – rodzaj ptaków z podrodziny jastrzębi (Accipitrinae) w obrębie rodziny jastrzębiowatych (Accipitridae).

## Rozmieszczenie geograficzne
Rodzaj obejmuje gatunki występujące w Eurazji, Afryce, Australii i na Nowej Gwinei.

## Morfologia
Długość ciała 60–104 cm, rozpiętość skrzydeł 159–234 cm; masa ciała 1600–7200 g.

## Systematyka
Rodzaj zdefiniował w 1844 roku niemiecki paleontolog i przyrodnik Johann Jakob Kaup w publikacji własnego autorstwa poświęconej systematyce ssaków i ptaków. Gatunkiem typowym jest (oryginalne oznaczenie) orzełek włochaty (H. pennatus).

### Etymologia
- Hieraaetus: gr. ἱεραξ hierax, ἱερακος hierakos ‘jastrząb’; αετος aetos ‘orzeł’; ta grupa ptaków, nazywanych orzełkami (ang. Hawk Eagles), łączy w sobie wygląd podobny do orła z lżejszą budową, dłuższym ogonem i zaokrąglonymi skrzydłami jastrzębia[8].
- Butaetus: rodzaj Buteo Lacépède, 1799 (myszołów); gr. αετος aetos ‘orzeł’[9]. Gatunek typowy (oryginalne oznaczenie): Falco pennatus J.F. Gmelin, 1788.
- Harpagornis: gr. ἁρπαγος harpagos ‘hak’; ορνις ornis, ορνιθος ornithos ‘ptak’[10]. Gatunek typowy (oznaczenie monotypowe): †Harpagornis moorei Haast, 1872.
- Anomalaetus: gr. ανωμαλος anōmalos ‘anomalny’, od negatywnego przedrostka αν- an-; ομαλος omalos ‘równy’; αετος aetos ‘orzeł’[11]. Gatunek typowy (oznaczenie monotypowe): Spizaetus ayresii J.H. Gurney, 1862.
- Micraetus: gr. μικρος mikros ‘mały’; αετος aetos ‘orzeł’[12]. Gatunek typowy (oznaczenie monotypowe): Aquila wahlbergi Sundevall, 1850.
- Afraetus: łac. Afer, Afra ‘Afrykanin’, od Africa ‘Afryka’ gr. αετος aetos ‘orzeł’[13].

### Podział systematyczny
Do rodzaju należą następujące gatunki:
- Hieraaetus wahlbergi (Sundevall, 1850) – orzełek afrykański
- Hieraaetus ayresii (J.H. Gurney, 1862) – orzełek plamisty
- Hieraaetus weiskei (Reichenow, 1900) – orzełek nowogwinejski
- Hieraaetus pennatus (J.F. Gmelin, 1788) – orzełek włochaty
- Hieraaetus morphnoides (Gould, 1841) – orzełek australijski

Opisano również gatunek wymarły z holocenu Nowej Zelandii:
- Hieraaetus moorei (Haast, 1872) – orzeł Haasta